# Можжевельник казацкий
Можжеве́льник каза́цкий (лат. Juníperus sabína) — хвойный кустарник, вид рода Можжевельник семейства Кипарисовые. Популярное декоративное растение.

## Ботаническое описание

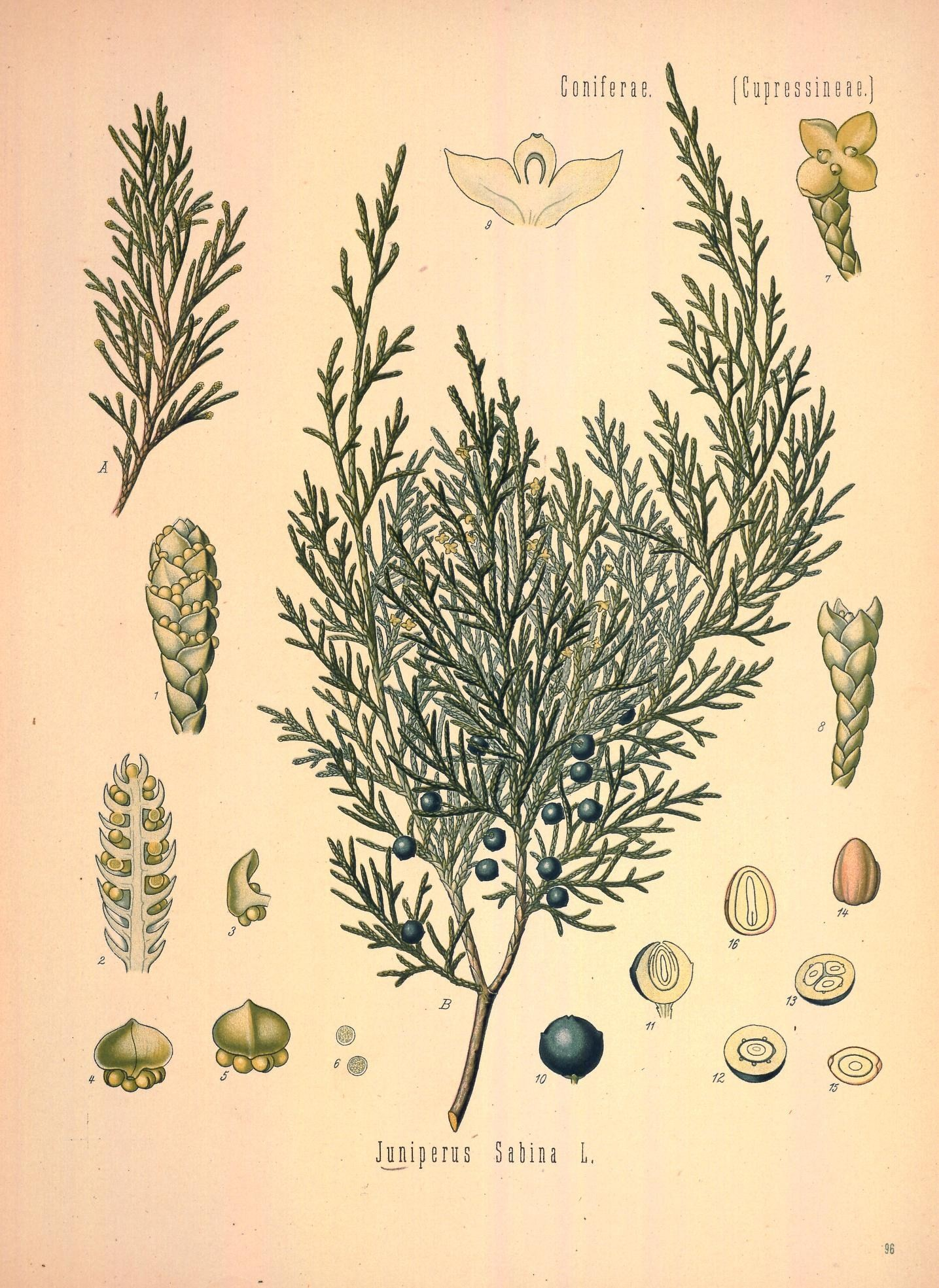

Двудомный стелющийся кустарник высотой 1—1,5 м. Быстро разрастается в ширину и образует плотные заросли. Реже встречаются небольшие деревья до 4 м высотой с изогнутыми стволами. Кора красно-коричневая, отслаивающаяся.
Побеги содержат эфирное масло, ядовиты.
Хвоя двух типов: у молодых растений и на затенённых ветвях игловидная, прямостоячая, заострённая, 4—6 мм длиной, сверху — синевато-зелёная, мягкая, с чётко выделяющейся срединной жилкой; у взрослых растений хвоя чешуевидная, расположенная черепитчато. Характерным признаком вида является резкий запах, который издают хвоя и побеги при растирании. Хвоя сохраняется три года.
Растение двудомное. Шишкоягоды поникающие, мелкие (5—7 мм), буро-чёрные с сизым налётом, округло-овальные, большей частью двусемянные. Семена созревают осенью и весной следующего года.
Засухоустойчив, светолюбив, малотребователен к почве, устойчив к дыму и газам, обладает почвозащитными свойствами.

## Распространение и среда обитания
Леса или рощи в степной зоне, на скалистых горных склонах и песчаных дюнах; доходит от нижнего горного пояса до верхнего (1000—2300 м над уровнем моря), в котором образует заросли.
Малая Азия, Кавказ, Россия (Урал, Сибирь, Арчединско-Донские пески в Волгоградской области и Приморье), Юго-Восточная Азия, южная и центральная Европа.
Зимостоек, зона USDA — 3. Светолюбив, засухоустойчив.
Размножается семенами и вегетативно, укоренением ветвей.

## Ботаническая классификация

### Синонимы
- Sabina officinalis Garcke
- Sabina vulgaris var. yulinensis

### Разновидности
- Juniperus sabina var. arenaria (E.H.Wilson). Китай.

 Синонимы:
-  Juniperus arenaria (E.H.Wilson) Florin

- Juniperus sabina var. davurica (Pall.). Россия, бассейн Амура.

 Синонимы:
-  Juniperus davurica Pall. subsp. maritima Urussov

- Juniperus sabina var. monosperma C.Y.Yang

- Juniperus sabina var. sabina

 Синонимы:
-  Sabina alpestris Jord.

- Juniperus sabina var. yulinensis (T.C.Chang et C.G.Chen) Y.F.Yu et L.K.Fu

## Хозяйственное значение и применение
Древесина мелкослойная, прочная, но довольно мягкая.
В побегах содержится 3—5 % эфирного масла. Их используют для предохранения шерстяных изделий от моли.
Побеги и шишкоягоды содержат гликозиды, сапонины, флавоноиды, дубильные вещества и до 17 % сабинола, вызывающего тяжёлые отравления и выкидыши у скота.
Фармакологические свойства
Токсические свойства можжевельника казацкого ограничивают сферу его терапевтического применения. Чаще всего растение используют как наружное средство. Мазь втирают в корни волос при облысении, смазывают участки тела, поражённые чесоткой, паршой, лишаём, настойкой сводят бородавки, порошком присыпают гнойные язвы. Эссенцию из свежих веточек с листьями используют в гомеопатии при болезнях почек и мочевого пузыря, при странгурии, подагре, болезненных менструациях или нарушении их цикла.

### В декоративном садоводстве
Широко применяется для декорирования каменистых горок, откосов, в одиночных и групповых посадках на газонах и опушках.
В культуре известен с 1584 года, в настоящее время широко используются его культивары.

## Размножение
В культуре: благодаря укоренению лежащих на поверхности почвы ветвей быстро разрастается в ширину, образуя плотные заросли. Семена перед посевом стратифицируют.

## Болезни и вредители
Можжевельник казацкий является одним из основных хозяев гриба ржавчина груши (Gymnosporangium sabinae). Мицелий, распространяясь в коре и древесине можжевельника, вызывает усиленный рост клеток, в результате чего ветки в поражённом месте утолщаются.